# Karangduren (Pakisaji)
Karangduren is een bestuurslaag in het regentschap Malang van de provincie Oost-Java, Indonesië. Karangduren telt 8122 inwoners (volkstelling 2010).